# Григолаанткарі
Григолаанткарі (груз. გრიგოლაანთკარი) — село в Грузії.
За даними перепису населення 2014 року в селі проживає 128 осіб.